# Corydalis pulchella
Corydalis pulchella là một loài thực vật có hoa trong họ Anh túc. Loài này được Aitch. & Hemsl. mô tả khoa học đầu tiên năm 1882.